# Little Rock Open
Il Little Rock Open conosciuto anche come Arkansas International Tennis Tournament è stato un torneo di tennis. Ha fatto parte dello USLTA Indoor Circuit dal 1974 al 1976 e del Grand Prix dal 1977 fino all'ultima edizione del 1979. Era giocato a Little Rock negli Stati Uniti su campi in sintetico indoor.
Dal 1981 al 2018 si è tenuto in città un torneo che faceva parte del circuito ITF Futures e tra i partecipanti in questo periodo vi erano stati Andre Agassi, Kei Nishikori, James Blake e Donald Young. Nel 2019 il nuovo Little Rock Open è entrato a far parte del circuito Challenger.

## Albo d'oro

### Singolare
| Anno | Vincitore        | Finalista     | Punteggio       |
| ---- | ---------------- | ------------- | --------------- |
| 1974 | Jimmy Connors    | Karl Meiler   | 6–2, 6–1        |
| 1975 | Billy Martin     | George Hardie | 6–2, 7–6        |
| 1976 | Haroon Rahim     | Colin Dibley  | 6–4, 7–5        |
| 1977 | Sandy Mayer      | Haroon Rahim  | 6–2, 6–4        |
| 1978 | Dick Stockton    | Hank Pfister  | 6–4, 3–5 ritiro |
| 1979 | Vitas Gerulaitis | Butch Walts   | 6–2, 6–2        |

### Doppio
| Anno | Vincitori                         | Finalisti                   | Punteggio     |
| ---- | --------------------------------- | --------------------------- | ------------- |
| 1974 | Jürgen Fassbender Karl Meiler     | Vitas Gerulaitis Bob Hewitt | 6–4, 2–6, 6–2 |
| 1975 | Marcelo Lara Barry Phillips-Moore | Jeff Austin Charles Owens   | 6–4, 6–3      |
| 1976 | Syd Ball Ray Ruffels              | Giuliano Pecci Haroon Rahim | 6–3, 6–7, 6–3 |
| 1977 | Colin Dibley Haroon Rahim         | Bob Hewitt Frew McMillan    | 6–7, 6–3, 6–3 |
| 1978 | Colin Dibley Geoff Masters        | Tim Gullikson Tom Gullikson | 7–6, 6–3      |
| 1979 | Vitas Gerulaitis Vladimír Zedník  | Phil Dent Colin Dibley      | 5–7, 6–3, 7–5 |